# Borgo Val di Taro
Borgo Val di Taro é uma comuna italiana da região da Emília-Romanha, província de Parma, com cerca de 7.077 habitantes. Estende-se por uma área de 152 km², tendo uma densidade populacional de 47 hab/km². Faz fronteira com Albareto, Bardi, Berceto, Compiano, Pontremoli (MS), Valmozzola.
Pertence à rede das Cidades Cittaslow.

## Demografia
| Variação demográfica do município entre 1861 e 2011                               |
|                                                                                   |
| Fonte: Istituto Nazionale di Statistica (ISTAT) - Elaboração gráfica da Wikipedia |